# Oxymeris chlorata
Oxymeris chlorata es una especie de gasterópodo del género Oxymeris, perteneciente a la familia Terebridae.
Se distribuyen por el océano Índico en las costas de Madagascar, Tanzania, las Mascareñas y Chagos.